# НХЛ Зимски класик 2012.
НХЛ Зимски класик 2012. (или по спонзорима Bridgestone NHL Winter Classic 2012) је пети по реду Зимски класик, утакмица у НХЛ-у која је одиграна 2. јануара 2012.
Утакмица је одиграна на стадиону бејзбол клуба Филаделфија филиса - Ситизенс банк парку, између Филаделфија флајерса и Њујорк ренџерса. Утакмицу је пратило 46.967 гледалаца.
Ово је био први Зимски класик који се није играо на дан Нове године.

## Ток утакмице
Први период меча завршен је без голова. Флајерси су имали предност у игри, а то и показује статистика. Имали су 12 шутева у гол, док су ренџерси упутили 9. И један и други тим су зарадили по искључење пред крај трећине, што је резултовало да су и једни и други у једном моменту имали играча више. У другом периоду услед заласка сунца почеле су да се појављују сенке па су рефлектори морали бити укључени. Иако су оштећења на леду постајала све већа, игра се убрзала, а флајерси су постигли два гола за мање од два минута у другој половини периода. Брајден Шен је псотигао први гол у својој каријери након што је његов тим освојио Face off у противничкој трећини, док је Клод Жиру постигао гол из контра напада. Након што су примили гол, ренџерси врше измену а Руп постиже гол за свој тим. Био је то његов други погодак у сезони. И у овом периоду флајерси су надиграли ренџерсе. Упутили су 14 шутева на гол, док су ренџерси упутили 8.
Ренџерси су почели трећи период са више енергије, а Руп је одмах након прве измене у периоду савладао голмана Сергеја Бобровског ударцем из мртвог угла и такко изједначио резултат на 2:2. Три минута касније Бред Ричардс доводи ренџерсе у предност од 3:2, пошто је погодио гол, нако што се пак одбио од голмана флајерса. Последњи минути периода ирани су отворено, уз пресинг и једне и друге екипе. Флајерси су пред сам крај уместо голамана Бобровског убацили играча како би имали више опција за комбиновање у нападу. Након што су у једном нападу упутили ударац ка голу који је зауставио одбрамбени играч ренџерса Рајан Мекдонах досуђен је пенал за Флајерсе, због покривања пака. Пенал је извео Данијел Бријер али је његов ударац зауставио голман ренџерса Хенрик Лундквист и тако обезбедио победу ренџерсима. Овим поразом флајерси су постали први тим који је изгубио два пута у зимском класику, док су победом ренџерси избили на прву позицију.

## Резиме меча
Голови
| Трећина | Тим          | Гол               | Асистент(и)                               | Време        | Погодак      |
| ------- | ------------ | ----------------- | ----------------------------------------- | ------------ | ------------ |
| 1.      | Без погодака | Без погодака      | Без погодака                              | Без погодака | Без погодака |
| 2.      | ФИФ          | Брејден Шен (1)   | Метју Карл (17)                           | 12:26        | 1:0 ФИФ      |
| 2.      | ФИФ          | Клод Жиру (18)    | Максим Талбот (7), Скот Хартнел (18)      | 14:21        | 2:0 ФИФ      |
| 2.      | ЊЈР          | Мајкл Руп (2)     | Брендон Пруст (7), Џон Мичел (6)          | 14:51        | 2:1 ФИФ      |
| 3.      | ЊЈР          | Мајкл Руп (3)     | Брендон Пруст (8), Џон Мичел (7)          | 2:41         | 2:2          |
| 3.      | ЊЈР          | Бред Ричардс (14) | Брендон Дубински (15), Рајан Калахан (16) | 5:21         | 3:2 ЊЈР      |

Искључења
| Трећина | Тим                 | Играч               | Казна                     | Време               | Минути              |
| ------- | ------------------- | ------------------- | ------------------------- | ------------------- | ------------------- |
| 1.      | ФИФ                 | Метју Карл          | Ударање                   | 16:58               | 2:00                |
| 1.      | ЊЈР                 | Бред Ричардс        | Саплитање                 | 17:47               | 2:00                |
| 2.      | Није било искључења | Није било искључења | Није било искључења       | Није било искључења | Није било искључења |
| 3.      | ЊЈР                 | Рајан Мекдонах      | Намеран прекид игре       | 14:48               | 2:00                |
| 3.      | ФИФ                 | Кимо Тинонен        | Ометање                   | 18:54               | 2:00                |
| 3.      | ЊЈР                 | Рајан Калахан       | Држање противничког штапа | 18:54               | 2:00                |
| 3.      | ЊЈР                 | Рајан Мекдонах      | Покривање пака            | 19:40               | пенал               |
| 3.      | ФИФ                 | Скот Хартнел        | Ударање штапом            | 20:00               | 2:00                |
| 3.      | ФИФ                 | Скот Хартнел        | Искључење на 10 минута    | 20:00               | 10:00               |

Шутеви
| Трећина              | 1. | 2. | 3. | Укупно |
| -------------------- | -- | -- | -- | ------ |
| Њујорк ренџерси      | 9  | 8  | 16 | 33     |
| Филаделфија флајерси | 12 | 14 | 10 | 36     |

Пауер плеј шансе
|                      | Голови/Шансе |
| -------------------- | ------------ |
| Њујорк ренџерси      | 0/1          |
| Филаделфија флајерси | 0/2          |

## Састави екипа
| Филаделфија флајерси | Филаделфија флајерси      | Филаделфија флајерси | Филаделфија флајерси |
| -------------------- | ------------------------- | -------------------- | -------------------- |
| Голмани              |                           |                      |                      |
| Број                 | Националност              | Име                  |                      |
| 30                   | Русија                    | Иља Бризгалов        |                      |
| 35                   | Русија                    | Сергеј Бобровски     |                      |
| Одбрана              |                           |                      |                      |
| Број                 | Националност              | Име                  |                      |
| 5                    | Канада                    | Брејдон Коберн       |                      |
| 6                    | Шведска                   | Андреас Лиља         |                      |
| 25                   | Сједињене Америчке Државе | Метју Карл           |                      |
| 41                   | Словачка                  | Андреј Мезарош       |                      |
| 43                   | Канада                    | Марк-Андре Бурдон    |                      |
| 44                   | Финска                    | Кимо Тимонен А       |                      |
| Нападачи             |                           |                      |                      |
| Број                 | Националност              | Име                  |                      |
| 10                   | Канада                    | Брејдан Шен          |                      |
| 14                   | Канада                    | Шон Кутјуре          |                      |
| 17                   | Канада                    | Вејн Симондс         |                      |
| 19                   | Канада                    | Скот Хартнел         |                      |
| 21                   | Сједињене Америчке Државе | Џејмс ван Римсдајк   |                      |
| 24                   | Канада                    | Мет Рид              |                      |
| 27                   | Канада                    | Максим Талбот        |                      |
| 28                   | Канада                    | Клод Жиру А          |                      |
| 29                   | Канада                    | Харисон Золнерчук    |                      |
| 48                   | Канада                    | Данијел Бријер А     |                      |
| 68                   | Чешка                     | Јаромир Јагр         |                      |
| 93                   | Чешка                     | Јакуб Ворачек        |                      |

| Њујорк ренџерси | Њујорк ренџерси           | Њујорк ренџерси  | Њујорк ренџерси |
| --------------- | ------------------------- | ---------------- | --------------- |
| Голмани         |                           |                  |                 |
| Број            | Националност              | Име              |                 |
| 30              | Шведска                   | Хенрик Лундквист |                 |
| 43              | Канада                    | Мартин Бирон     |                 |
| Одбрана         |                           |                  |                 |
| Број            | Националност              | Име              |                 |
| 4               | Канада                    | Мајкл Дел Зото   |                 |
| 5               | Канада                    | Данијел Џирарди  |                 |
| 18              | Канада                    | Марк Стал А      |                 |
| 27              | Сједињене Америчке Државе | Рајан МакДонах   |                 |
| 32              | Шведска                   | Антон Стролман   |                 |
| 41              | Сједињене Америчке Државе | Стју Бикел       |                 |
| Нападачи        |                           |                  |                 |
| Број            | Националност              | Име              |                 |
| 8               | Канада                    | Брендан Праст    |                 |
| 10              | Словачка                  | Мариан Габорик   |                 |
| 17              | Сједињене Америчке Државе | Брендан Дубински |                 |
| 19              | Канада                    | Бред Ричардс А   |                 |
| 21              | Сједињене Америчке Државе | Дерек Степан     |                 |
| 22              | Сједињене Америчке Државе | Брајан Бојл      |                 |
| 24              | Сједињене Америчке Државе | Рајан Келахен К  |                 |
| 26              | Украјина                  | Руслан Федотенко |                 |
| 34              | Канада                    | Џон Митчелл      |                 |
| 42              | Русија                    | Артем Анисимов   |                 |
| 62              | Шведска                   | Карл Хагелин     |                 |
| 71              | Сједињене Америчке Државе | Мајкл Рап        |                 |